# Rainette du Pacifique
Pseudacris regilla
Espèce
Statut de conservation UICN

 LC  : Préoccupation mineure
Pseudacris regilla, la rainette du Pacifique, est une espèce d'amphibiens de la famille des Hylidae.

## Répartition
Cette espèce se rencontre dans l'Ouest de l'Amérique du Nord, du niveau de la mer jusqu'à trois mille mètres d'altitude, :
- au Canada en Colombie-Britannique ;
- aux États-Unis :
  - dans le Sud de l'Alaska,
  - dans l'Ouest de l'Oregon,
  - dans l'Ouest de l'État de Washington,
  - dans l'extrême Nord de la Californie.

Les populations plus méridionales appartiennent aux espèces Pseudacris hypochondriaca et Pseudacris sierra.

## Description

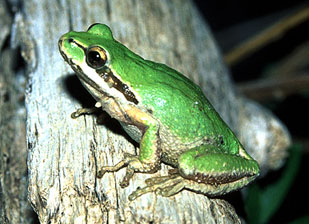

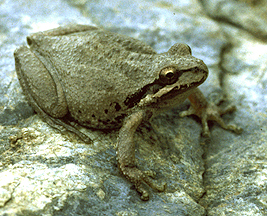

C'est une petite grenouille qui mesure de 2,5 centimètres à 5 centimètres.
Elle vit dans des milieux naturels très divers.

## Taxinomie
Cette espèce a de nombreux synonymes :
- Hyla regilla Baird & Girard, 1852 ;
- Hyla scapularis Hallowell, 1852 ;
- Hyla regilla scapularis Hallowell, 1852 ;
- Hyla regilla regilla Baird & Girard, 1852 ;
- Hyla regilla pacifica Jameson, Mackey & Richmond, 1966 ;
- Hyla regilla cascadae Jameson, Mackey & Richmond, 1966.

## Publication originale
- Baird & Girard, 1852 : Descriptions of new species of reptiles, collected by the U.S. Exploring Expedition under the command of Capt. Charles Wilkes, U.S.N. First part — Including the species from the western coast of America. Proceedings of the Academy of Natural Sciences of Philadelphia, vol. 6, p. 174-177 (texte intégral).